# Tomașhorod, Rokîtne
Tomașhorod (în ucraineană Томашгород) este localitatea de reședință a comunei Tomașhorod din raionul Rokîtne, regiunea Rivne, Ucraina.

## Demografie
Componența lingvistică a localității Tomașhorod
     Ucraineană (99,94%)
     Alte limbi (0,06%)
Conform recensământului din 2001, majoritatea populației localității Tomașhorod era vorbitoare de ucraineană (99,94%), existând în minoritate și vorbitori de alte limbi.